# أنجيلو غارسيا
أنجيلو غارسيا (بالإنجليزية: Angelo Garcia)‏ هو عارض أمريكي، ولد في 28 مارس 1976 في بروكلين في الولايات المتحدة.

## وصلات خارجية
- أنجيلو غارسيا على موقع ميوزك برينز (الإنجليزية)
- أنجيلو غارسيا على موقع أول ميوزيك (الإنجليزية)
- أنجيلو غارسيا على موقع ديسكوغز (الإنجليزية)
- أنجيلو غارسيا على موقع ديسكوغز (الإنجليزية)